# Załęże (Rzeszów)
Załęże – część Rzeszowa, dzielnica niestanowiąca jednostki pomocniczej gminy, wysunięta na północny wschód miasta.
1 stycznia 2006 istniejąca dzielnica została powiększona o dotychczasową wieś Załęże. Tereny dawnej miejscowości w większości wchodzą w skład Osiedla Załęże, które stanowi jednostkę pomocniczą gminy miejskiej.
Przy ulicy Załęskiej 76 znajduje się Zakład Karny w Rzeszowie (Rzeszów-Załęże). W latach 1981–1982 na terenie więzienia istniał tu obóz dla internowanych w czasie stanu wojennego działaczy opozycji.
Przy ulicy Ciepłowniczej 8 znajduje się Elektrociepłownia Rzeszów (EC Załęże).
Załęże dzisiaj położone jest na wschodnim brzegu Wisłoka i stanowi oddzielną jednostkę administracyjną. Pierwotnie jednak wioska ta występowała razem z Pobitnem i nazywano ją zamiennie Dolnym Pobitnem.
Według Słownika Geograficznego Królestwa polskiego, Załęże w drugiej połowie XIX wieku należało do gminy Pobitno. Wieś położona 3 km. na północny wschód od Rzeszowa, liczyła 52 domy, a z mieszkańców 119 mężczyzn i 150 kobiet. Posiadłość Władysława Jędrzejowicza mająca 704 morgi, w tym 223 morgi lasu oraz druga mająca 180 mórg. Granice z południa z Pobitnem, na północy z Terliczką i Łąką, a od zachodu oblewa je Wisłok.
Pierwsza wzmianka historyczna o niej pochodzi z ok. 1422 roku, ale rodowód tej wsi niewątpliwie starszy i sięga najprawdopodobniej czasów ruskich. Za taką teorią przemawia fakt jej położenia przy szlaku ruskim, oraz istnienie cerkwi w końcu XV wieku. Stwierdzona na początku XV wieku przynależność parafii farnej – z bardzo niską taksą – świadczy o tym, że tylko niewielka część jej mieszkańców była wyznania rzymskokatolickiego.
Wzmianka historyczna z 1422 raczej nie może dotyczyć wsi Załęże, ale raczej gminy Pobitno. Jeżeli w drugiej połowie XIX wieku wieś liczyła 52 domy, to jest uzasadniona niska taksa jeszcze mniejszej wsi w wieku XV.

## Kościół w Załężu
Na terenie wioski nigdy nie było obiektu sakralnego. Dopiero w 1910 roku, w 500 rocznicę bitwy pod Grunwaldem na wniosek Jana Dziobaka oraz Jana Dudka, Walentego Klisia i Józefa Barana – wybudowano bardzo małą kapliczkę. Poświęcenia jej dokonał proboszcz fary rzeszowskiej ks. Stanisław Gryziecki.
Każdego roku w maju śpiewano przy niej litanię do Matki Bożej i pieśni.
W czerwcu z kolei śpiewano litanię do Najśw. Serca Pana Jezusa. W październiku odmawiano różaniec. Msze św. odprawiane były bardzo rzadko i to za wyraźną zgodą kurii biskupiej w Przemyślu. Podczas działań wojennych II wojny światowej, kapelani wojskowi odprawiali nabożeństwa dla żołnierzy.
Regularnie odprawianie mszy św. zainicjował ks. Jan Stączek – proboszcz rzeszowskiej fary –
w 1967 roku. Po zatwierdzeniu decyzji o budowie kościoła rozpoczęto starania o wydanie stosownego zezwolenia. Po rocznych staraniach, 28 maja 1979 roku, parafia otrzymała zgodę na „Przeniesienie z rozbudową kapliczki dojazdowej”. Zgodę udzielono z lokalizacją na terenie istniejącego stawu. Dzięki zapałowi ludzi, budowa kościoła bardzo szybko się rozwijała. Poświęcenia dolnego kościoła dokonał ówczesny biskup przemyski ks. Ignacy Tokarczuk w niedzielę 13 grudnia 1981 roku, a więc w dniu wprowadzenia stanu wojennego. Po raz pierwszy 27 czerwca 1984 roku odbyła się pierwsza uroczystość odpustowa, którą poprowadził ks. Walenty Bal.
Kolejnym proboszczem parafii był ks. Stanisław Słowik, który wcześniej jako wikariusz (we farze) nadzorował budowę kościoła
W czasie uroczystości odpustowych 27 czerwca 1989 roku została odsłonięta tablica pamiątkowa śp. ks. infułata Jana Stączka, pierwszego proboszcza parafii Załęże. Po uroczystej mszy św. celebrowanej pod przewodnictwem ks. bpa Edwarda Białogłowskiego nastąpiło jej poświęcenie.
Napis na tablicy głosi:
„Bogu i Polsce
Pamięci ks. Infułata Jana Stączka 1902–1989

Proboszcza parafii Farnej 1949–1989

Pierwszego proboszcza Załęża 1985–1989

Wdzięczni parafianie Załęża”